# Бащино (област Стара Загора)
Вижте пояснителната страница за други значения на Бащино.
Бащино е село в Южна България. То се намира в община Опан, област Стара Загора.

## География
Това е едно малко, но красиво и спокойно българско селце. Намира се на 2 км западно от село Васил Левски .